# Ouwster-Nijega
Ouwster-Nijega (en frison : Ousternijegea) est un village de la commune néerlandaise de De Fryske Marren, situé dans la province de Frise.

## Géographie
Le village est situé au sud de Joure et au nord du Tsjûkemar. Il forme une seule agglomération avec Oldeouwer au sud et Ouwsterhaule au nord.

## Histoire
Ouwster-Nijega est un village de la commune de Skarsterlân avant le 1er janvier 2014, date à laquelle celle-ci fusionne avec Gaasterlân-Sleat et Lemsterland pour former la nouvelle commune de De Friese Meren, devenue De Fryske Marren en 2015.

## Démographie
Le 1er janvier 2018, le village comptait 90 habitants.